# Wete
Wete ist eine Stadt in Tansania und ist neben Chake-Chake eine der beiden größten Städte auf der zu Sansibar gehörenden Insel Pemba. Wete ist zentraler Verwaltungsort der Region Pemba Kaskazini.

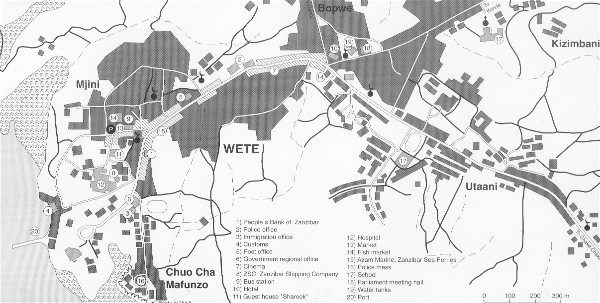
Stadtplan von Wete.

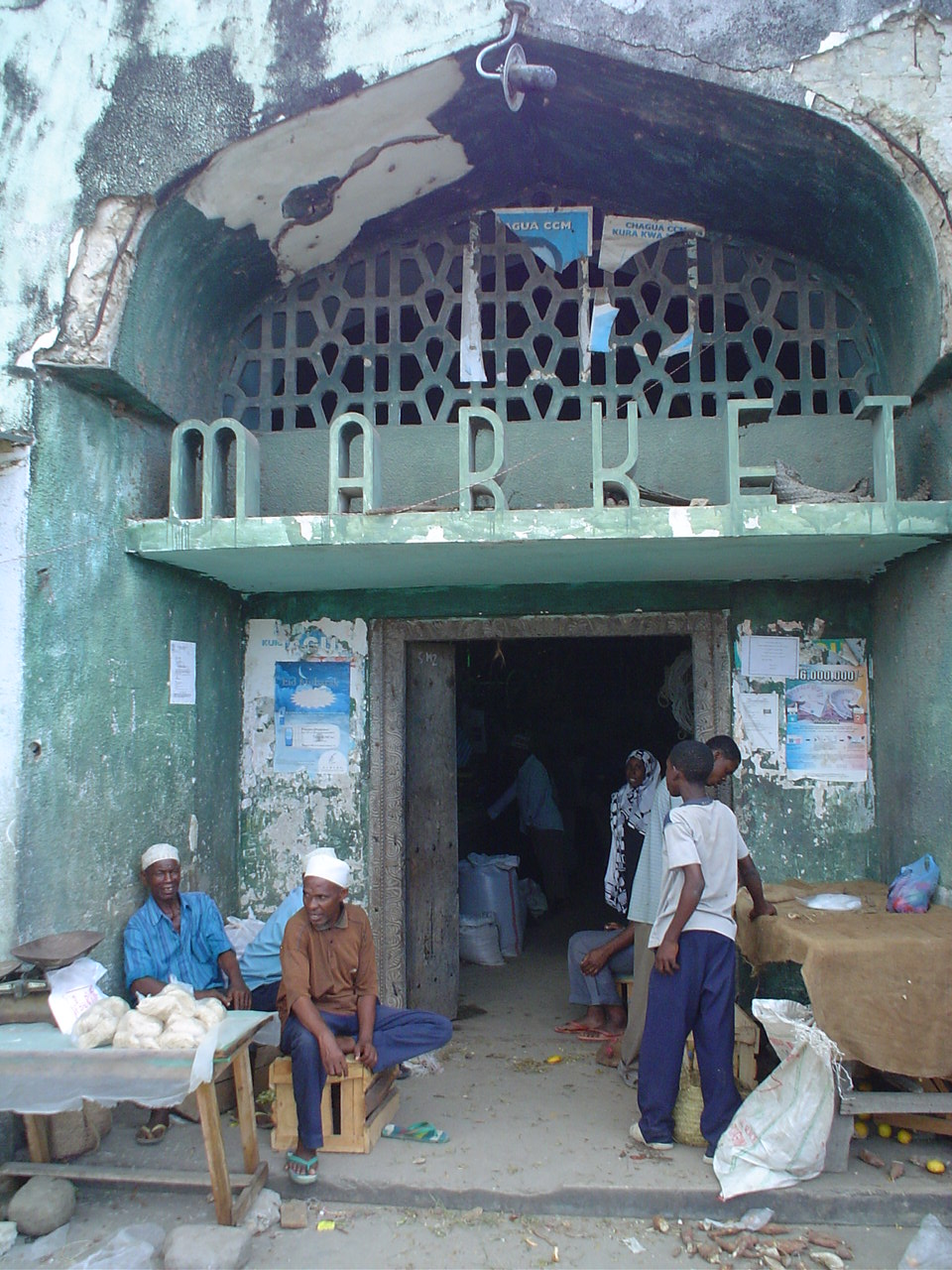
Marktgebäude in Wete.

## Geografie
Die Stadt liegt rund 20 Kilometer nördlich von Chake-Chake an der Westküste von Pemba.
Das Klima in Wete ist tropisch, Am nach der effektiven Klimaklassifikation. Die Jahres-Niederschläge von durchschnittlich 1714 Millimeter verteilen sich auf fast alle Monate. Am meisten regnet es im April und im Mai  mit jeweils mehr als 300 Millimetern, am trockensten ist der September mit knapp 40 Millimeter. Die Durchschnittstemperatur liegt bei 25,5 Grad Celsius. Der wärmste Monat ist der März mit über 27 Grad, am kühlsten ist es im August mit 23,6 Grad Celsius. Die Wassertemperatur schwankt zwischen 25 Grad im September und fast 30 Grad März.

## Geschichte
Die Bevölkerungszahl von Wete wächst kontinuierlich:
| Jahr | Einwohner |
| ---- | --------- |
| 1978 | 12.874    |
| 1988 | 19.196    |
| 2002 | 24.983    |
| 2012 | 31.872    |

## Verwaltungsgliederung
Wete besteht aus einem Ward (Stadtteil) und aus den vier Stadtvierteln (Shehias) Selem, Jadida, Mtemani und Kipangani.

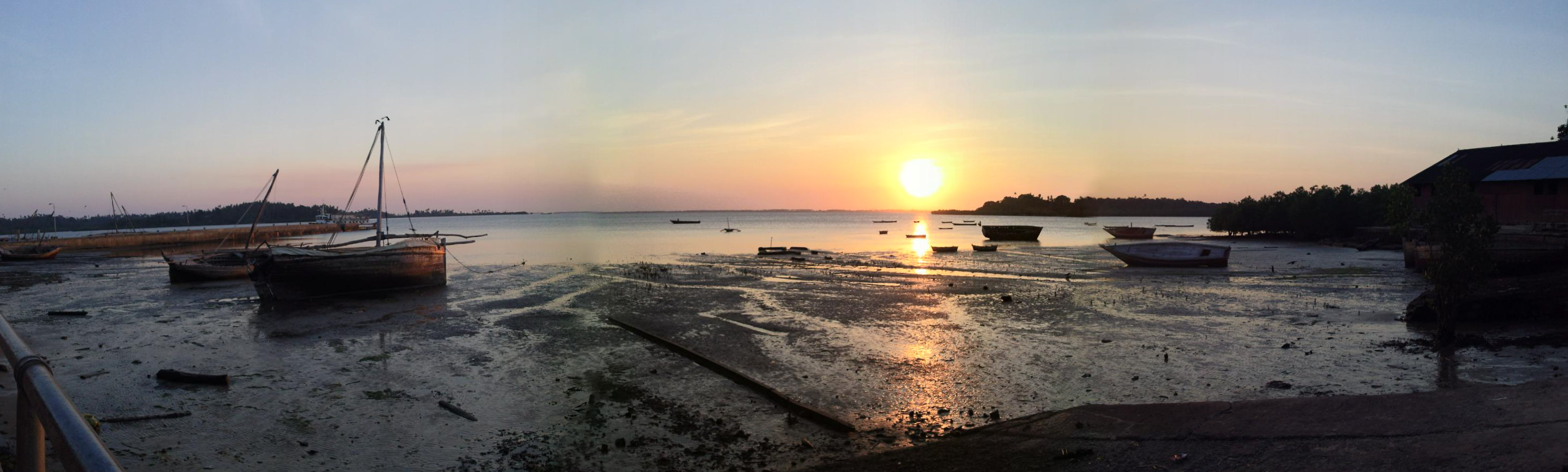
Der Hafen von Wete.

## Wirtschaft und Infrastruktur
- Wirtschaft: Die wichtigsten wirtschaftlichen Tätigkeiten in Wete sind Handel, Landwirtschaft, Holzverarbeitung, Fischerei und Tourismus.[4]
- Hafen: Wete hat einen kleinen Hafen mit einem 147 Meter langen Anlegesteg.[5] Er hat lokale Bedeutung (unter anderem eine Fährverbindung nach Fundo Island), wird aber auch von kleineren Motorschiffen oder Dhaus für Fahrten zum Festland (Tanga, Mombasa) genutzt. Der Haupthafen von Pemba liegt im Süden der Insel in der Stadt Mkoani.
- Der Flughafen von Pemba ist rund 30 Kilometer südlich bei Chake-Chake.[6]
- Wete besitzt ein Krankenhaus, das mit Fördermitteln aus Abu Dhabi renoviert wird (Stand 2019).[7]